# Corallorhiza maculata
Corallorhiza maculata är en orkidéart som först beskrevs av Constantine Samuel Rafinesque, och fick sitt nu gällande namn av Constantine Samuel Rafinesque. Corallorhiza maculata ingår i släktet korallrötter, och familjen orkidéer.

## Underarter
Arten delas in i följande underarter:
- C. m. maculata
- C. m. mexicana
- C. m. occidentalis

## Bildgalleri

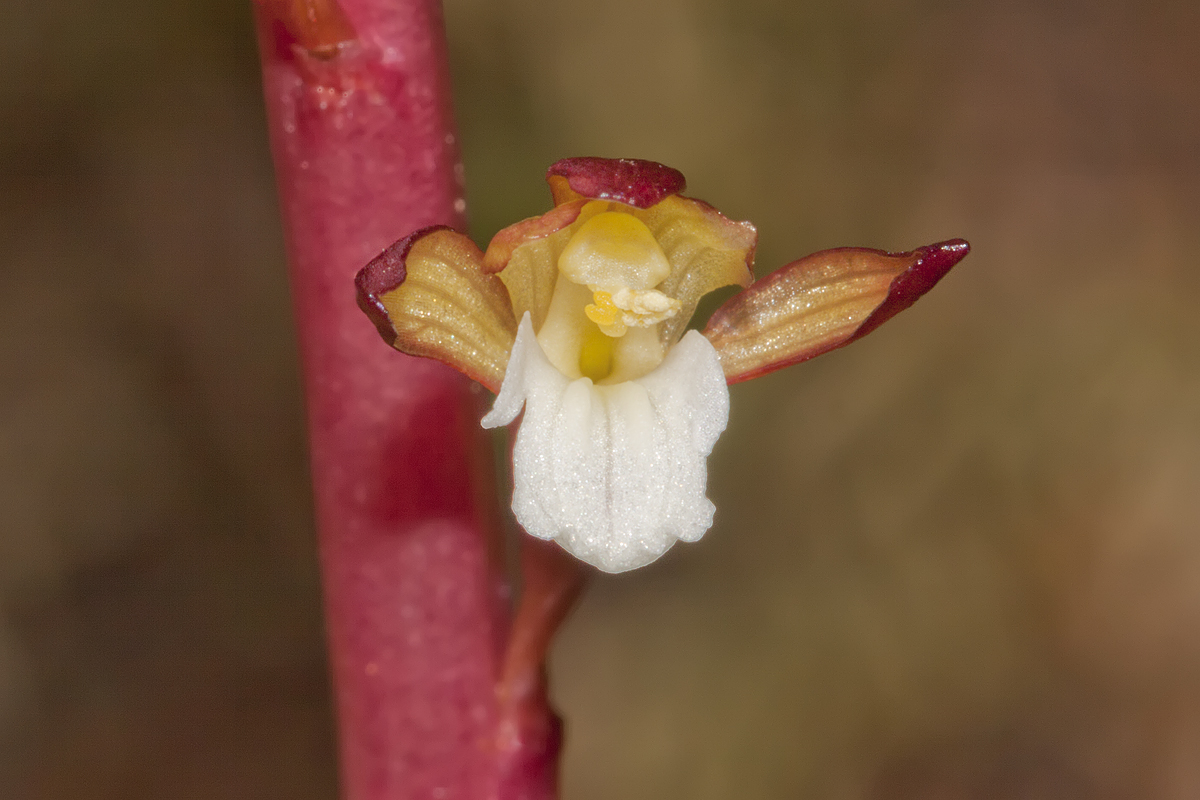
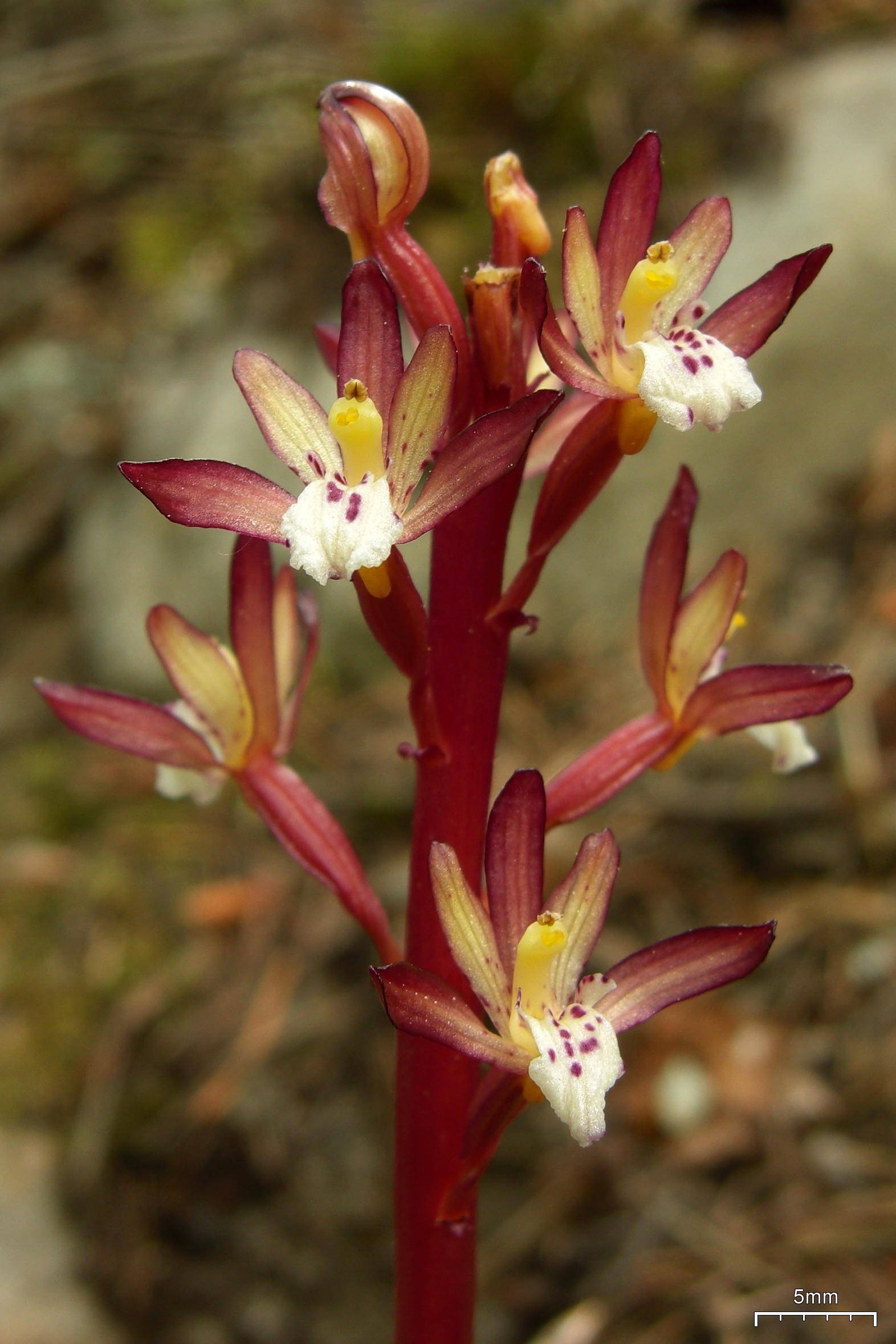
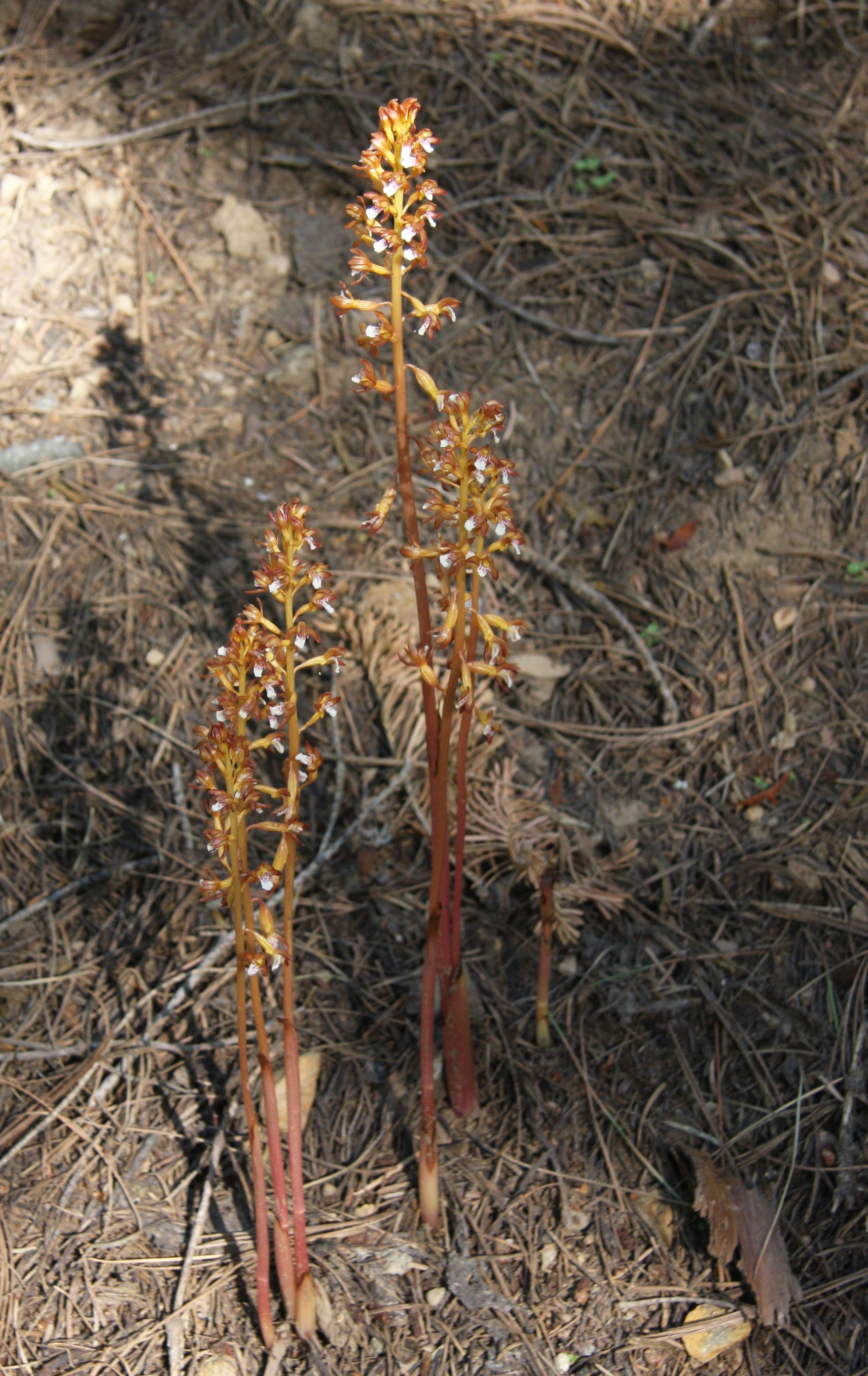
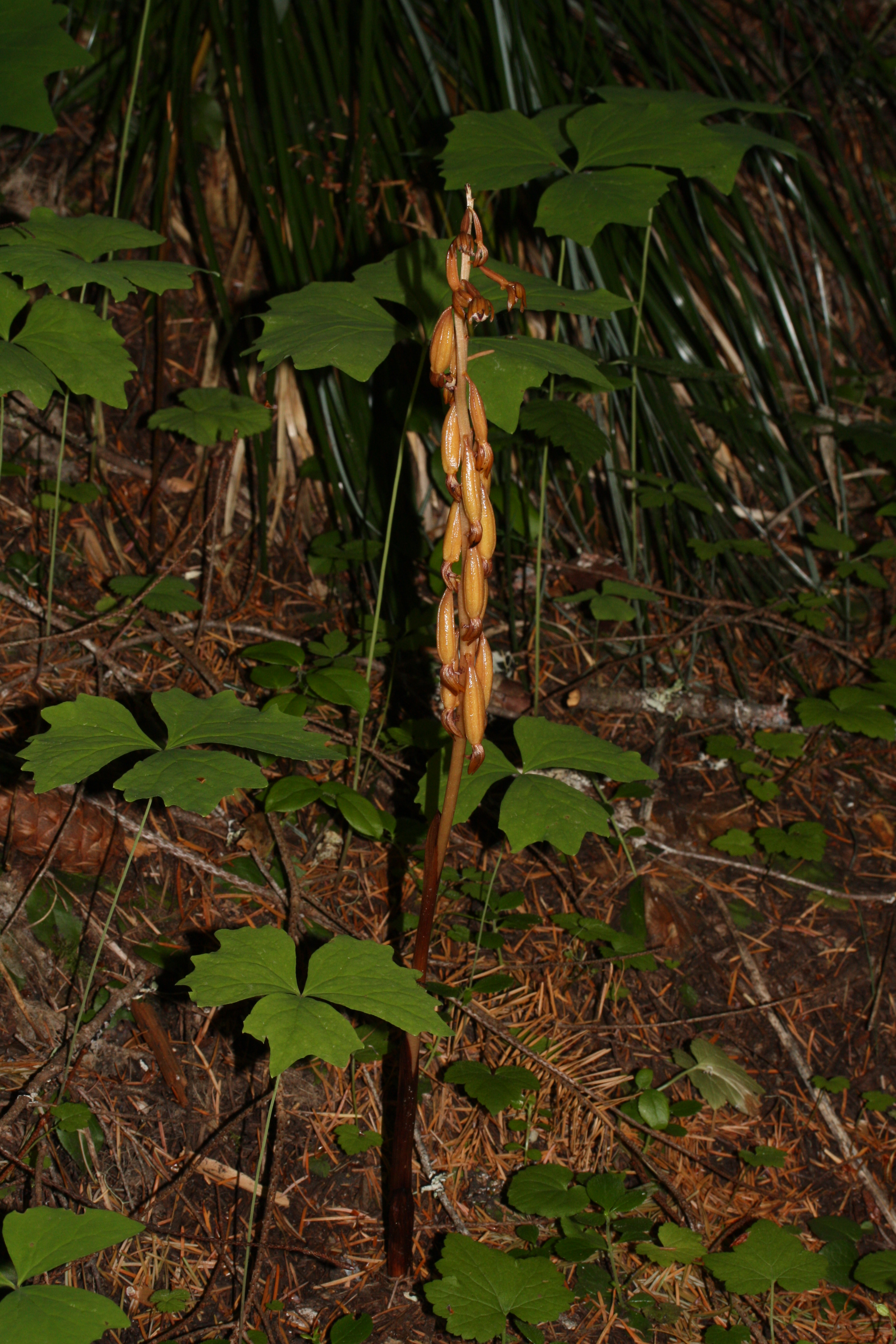
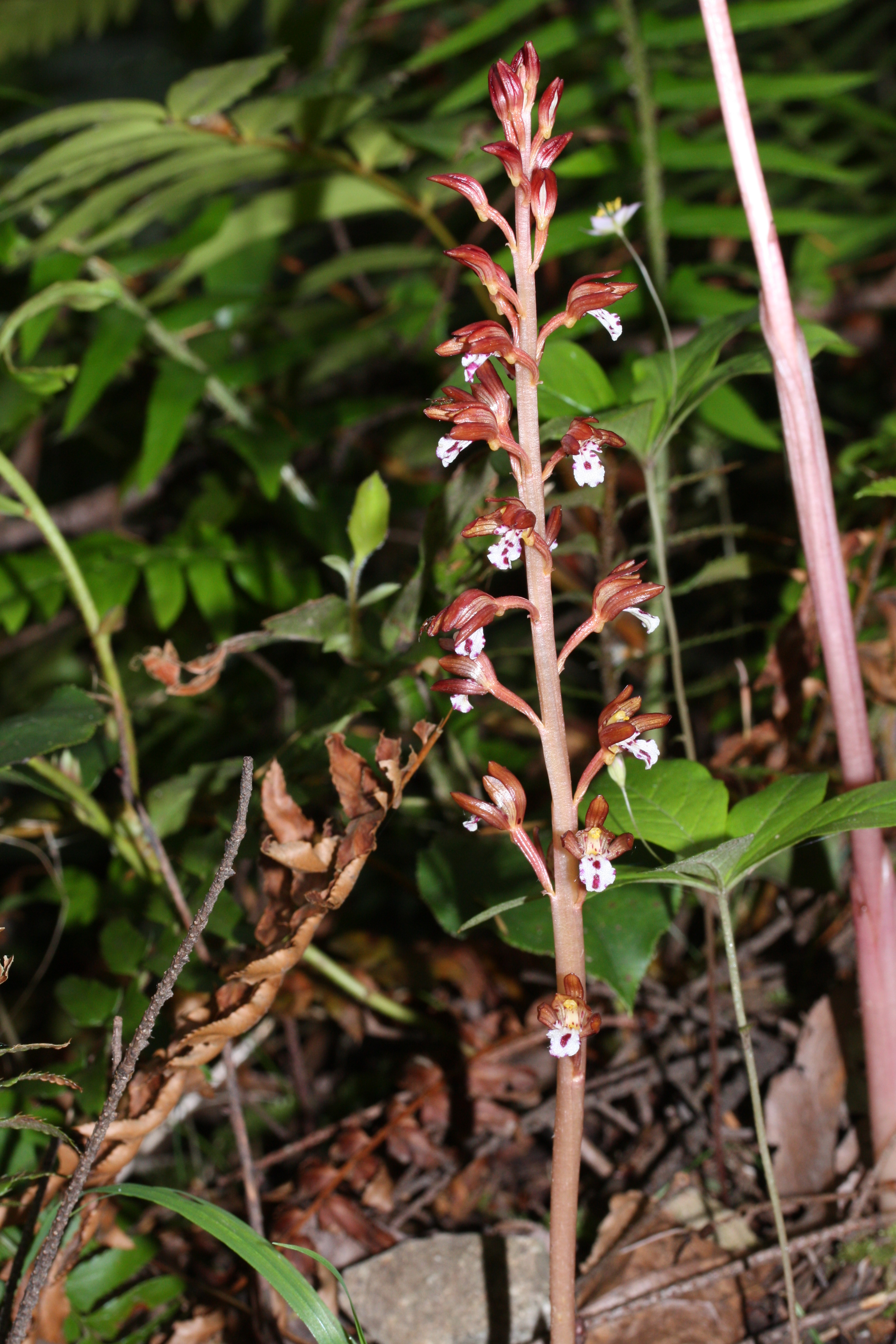
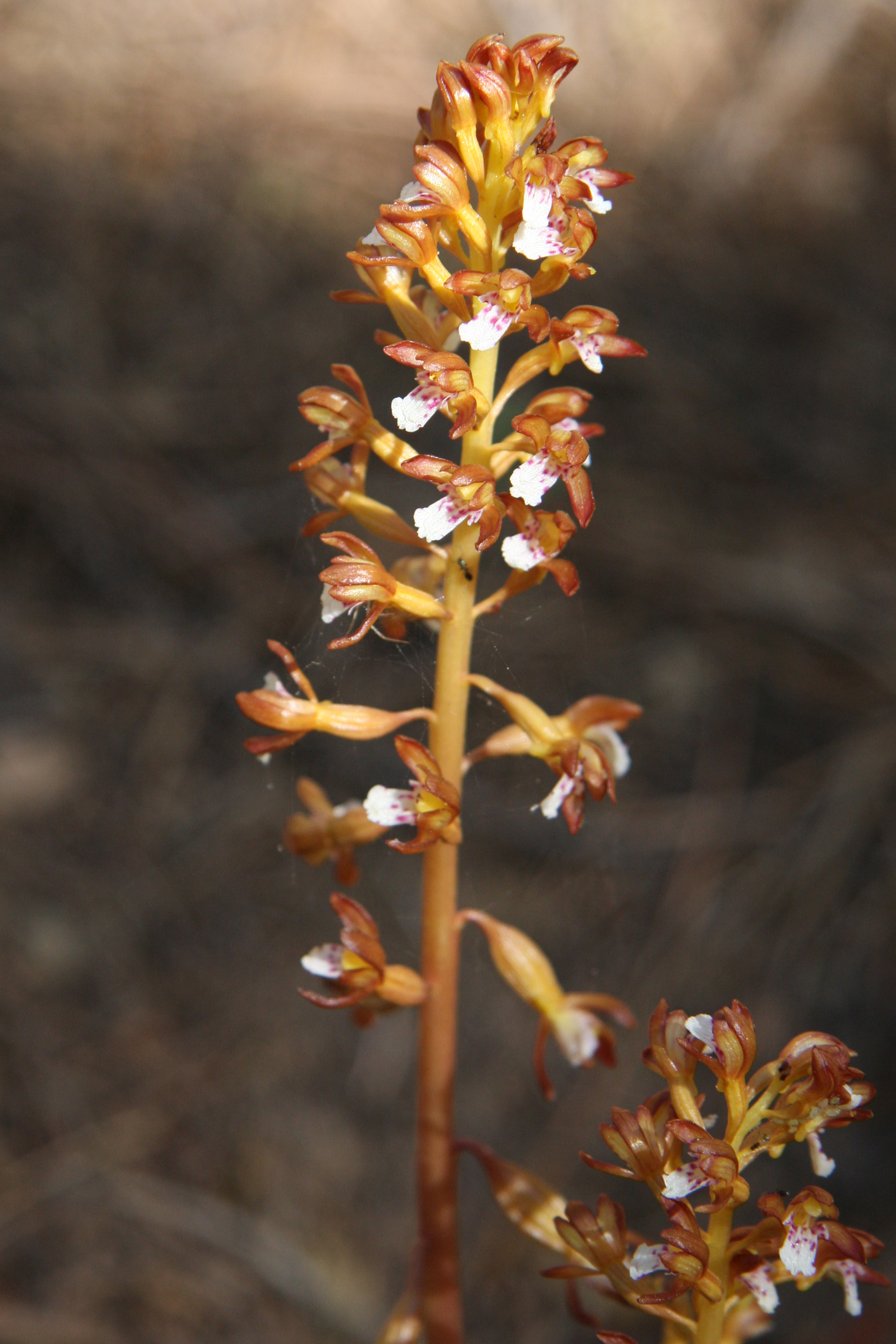